# 4. etape af Giro d'Italia 2024
4. etape af Giro d'Italia 2024 var en 190 km lang kuperet etape med en samlet stigning på 1.700 m. Den blev kørt den 7. maj 2024 med start i Acqui Terme og mål i Andora.

## Resultater

### Etaperesultat
| \| Etaperesultat \| Etaperesultat \| Etaperesultat \| Etaperesultat \| Etaperesultat \| \| Rytter \| Rytter \| Hold \| Tid \| \| \| ------------- \| ----------------- \| ----------------------------- \| ------------- \| ------------- \| \| 1. \| Jonathan Milan \| Lidl-Trek \| 4t 16' 00" \| \| \| 2. \| Kaden Groves \| Alpecin-Deceuninck \| + 0" \| \| \| 3. \| Phil Bauhaus \| Bahrain Victorious \| + 0" \| \| \| 4. \| Olav Kooij \| Team Visma \\| Lease a Bike \| + 0" \| \| \| 5. \| Tim Merlier \| Soudal Quick-Step \| + 0" \| \| \| 6. \| Davide Ballerini \| Astana Qazaqstan Team \| + 0" \| \| \| 7. \| Fernando Gaviria \| Movistar Team \| + 0" \| \| \| 8. \| Enrico Zanoncello \| VF Group-Bardiani CSF-Faizanè \| + 0" \| \| \| 9. \| Madis Mihkels \| Intermarché-Wanty \| + 0" \| \| \| 10. \| Giovanni Lonardi \| Team Polti Kometa \| + 0" \| \| |                   |                               |            |
| |                   |                               |            |
| Kilder: ProCyclingStats Cycling Quotient |                   |                               |            |
| Etaperesultat |                   |                               |            |
| Rytter | Rytter            | Hold                          | Tid        |
| 1. | Jonathan Milan    | Lidl-Trek                     | 4t 16' 00" |
| 2. | Kaden Groves      | Alpecin-Deceuninck            | + 0"       |
| 3. | Phil Bauhaus      | Bahrain Victorious            | + 0"       |
| 4. | Olav Kooij        | Team Visma \| Lease a Bike    | + 0"       |
| 5. | Tim Merlier       | Soudal Quick-Step             | + 0"       |
| 6. | Davide Ballerini  | Astana Qazaqstan Team         | + 0"       |
| 7. | Fernando Gaviria  | Movistar Team                 | + 0"       |
| 8. | Enrico Zanoncello | VF Group-Bardiani CSF-Faizanè | + 0"       |
| 9. | Madis Mihkels     | Intermarché-Wanty             | + 0"       |
| 10. | Giovanni Lonardi  | Team Polti Kometa             | + 0"       |

### Klassement efter etapen
| \| Samlede stilling \| Samlede stilling \| Samlede stilling \| Samlede stilling \| Samlede stilling \| \| Rytter \| Rytter \| Hold \| Tid \| \| \| ---------------- \| ----------------- \| -------------------------- \| ---------------- \| ---------------- \| \| 1. \| Tadej Pogačar \| UAE Team Emirates \| 15t 19' 05" \| \| \| 2. \| Geraint Thomas \| Ineos Grenadiers \| + 46" \| \| \| 3. \| Daniel Martínez \| Bora-Hansgrohe \| + 47" \| \| \| 4. \| Cian Uijtdebroeks \| Team Visma \\| Lease a Bike \| + 55" \| \| \| 5. \| Einer Rubio \| Movistar Team \| + 56" \| \| \| 6. \| Lorenzo Fortunato \| Astana Qazaqstan Team \| + 1' 07" \| \| \| 7. \| Juan Pedro López \| Lidl-Trek \| + 1' 11" \| \| \| 8. \| Jan Hirt \| Soudal Quick-Step \| + 1' 13" \| \| \| 9. \| Aleksej Lutsenko \| Astana Qazaqstan Team \| + 1' 26" \| \| \| 10. \| Ben O'Connor \| Decathlon-AG2R La Mondiale \| + 1' 26" \| \| |                   |                            |             |
| |                   |                            |             |
| Kilder: ProCyclingStats Cycling Quotient |                   |                            |             |
| Samlede stilling |                   |                            |             |
| Rytter | Rytter            | Hold                       | Tid         |
| 1. | Tadej Pogačar     | UAE Team Emirates          | 15t 19' 05" |
| 2. | Geraint Thomas    | Ineos Grenadiers           | + 46"       |
| 3. | Daniel Martínez   | Bora-Hansgrohe             | + 47"       |
| 4. | Cian Uijtdebroeks | Team Visma \| Lease a Bike | + 55"       |
| 5. | Einer Rubio       | Movistar Team              | + 56"       |
| 6. | Lorenzo Fortunato | Astana Qazaqstan Team      | + 1' 07"    |
| 7. | Juan Pedro López  | Lidl-Trek                  | + 1' 11"    |
| 8. | Jan Hirt          | Soudal Quick-Step          | + 1' 13"    |
| 9. | Aleksej Lutsenko  | Astana Qazaqstan Team      | + 1' 26"    |
| 10. | Ben O'Connor      | Decathlon-AG2R La Mondiale | + 1' 26"    |

#### Pointkonkurrencen
| Pointkonkurrence | Pointkonkurrence | Pointkonkurrence              | Pointkonkurrence | Pointkonkurrence |
| Rytter           | Rytter           | Hold                          | Point            |                  |
| ---------------- | ---------------- | ----------------------------- | ---------------- | ---------------- |
| 1.               | Jonathan Milan   | Lidl-Trek                     | 113 point        |                  |
| 2.               | Tim Merlier      | Soudal Quick-Step             | 81 point         |                  |
| 3.               | Kaden Groves     | Alpecin-Deceuninck            | 63 point         |                  |
| 4.               | Olav Kooij       | Team Visma \| Lease a Bike    | 46 point         |                  |
| 5.               | Filippo Fiorelli | VF Group-Bardiani CSF-Faizanè | 42 point         |                  |
| 6.               | Lilian Calmejane | Intermarché-Wanty             | 34 point         |                  |
| 7.               | Tadej Pogačar    | UAE Team Emirates             | 27 point         |                  |
| 8.               | Phil Bauhaus     | Bahrain Victorious            | 27 point         |                  |
| 9.               | Jhonatan Narváez | Ineos Grenadiers              | 26 point         |                  |
| 10.              | Francisco Muñoz  | Team Polti Kometa             | 24 point         |                  |

#### Bjergkonkurrencen
| Bjergkonkurrence | Bjergkonkurrence        | Bjergkonkurrence              | Bjergkonkurrence | Bjergkonkurrence |
| Rytter           | Rytter                  | Hold                          | Point            |                  |
| ---------------- | ----------------------- | ----------------------------- | ---------------- | ---------------- |
| 1.               | Tadej Pogačar           | UAE Team Emirates             | 51 point         |                  |
| 2.               | Lilian Calmejane        | Intermarché-Wanty             | 32 point         |                  |
| 3.               | Daniel Martínez         | Bora-Hansgrohe                | 26 point         |                  |
| 4.               | Andrea Piccolo          | EF Education-EasyPost         | 18 point         |                  |
| 5.               | Geraint Thomas          | Ineos Grenadiers              | 16 point         |                  |
| 6.               | Amanuel Ghebreigzabhier | Lidl-Trek                     | 11 point         |                  |
| 7.               | Lorenzo Fortunato       | Astana Qazaqstan Team         | 9 point          |                  |
| 8.               | Giulio Pellizzari       | VF Group-Bardiani CSF-Faizanè | 8 point          |                  |
| 9.               | Filippo Fiorelli        | VF Group-Bardiani CSF-Faizanè | 7 point          |                  |
| 10.              | Florian Lipowitz        | Bora-Hansgrohe                | 6 point          |                  |

#### Ungdomskonkurrencen
| Ungdomskonkurrence | Ungdomskonkurrence | Ungdomskonkurrence         | Ungdomskonkurrence | Ungdomskonkurrence |
| Rytter             | Rytter             | Hold                       | Tid                |                    |
| ------------------ | ------------------ | -------------------------- | ------------------ | ------------------ |
| 1.                 | Cian Uijtdebroeks  | Team Visma \| Lease a Bike | 15t 20' 00"        |                    |
| 2.                 | Alex Baudin        | Decathlon-AG2R La Mondiale | + 45"              |                    |
| 3.                 | Mauri Vansevenant  | Soudal Quick-Step          | + 49"              |                    |
| 4.                 | Filippo Zana       | Team Jayco AlUla           | + 1' 12"           |                    |
| 5.                 | Luke Plapp         | Team Jayco AlUla           | + 1' 38"           |                    |
| 6.                 | Henok Mulubrhan    | Astana Qazaqstan Team      | + 1' 48"           |                    |
| 7.                 | Georg Steinhauser  | EF Education-EasyPost      | + 1' 54"           |                    |
| 8.                 | Antonio Tiberi     | Bahrain Victorious         | + 1' 55"           |                    |
| 9.                 | Davide Piganzoli   | Team Polti Kometa          | + 2' 11"           |                    |
| 10.                | Florian Lipowitz   | Bora-Hansgrohe             | + 2' 13"           |                    |

#### Holdkonkurrencen
| Holdkonkurrence | Holdkonkurrence               | Holdkonkurrence | Holdkonkurrence |
| Hold            | Hold                          | Tid             |                 |
| --------------- | ----------------------------- | --------------- | --------------- |
| 1.              | Ineos Grenadiers              | 46t 02' 17"     |                 |
| 2.              | Astana Qazaqstan Team         | + 14"           |                 |
| 3.              | Bora-Hansgrohe                | + 55"           |                 |
| 4.              | Decathlon-AG2R La Mondiale    | + 1' 04"        |                 |
| 5.              | VF Group-Bardiani CSF-Faizané | + 3' 51"        |                 |
| 6.              | EF Education-EasyPost         | + 5' 00"        |                 |
| 7.              | Team Jayco AlUla              | + 5' 42"        |                 |
| 8.              | Soudal Quick-Step             | + 5' 45"        |                 |
| 9.              | Team Visma \| Lease a Bike    | + 6' 03"        |                 |
| 10.             | Movistar Team                 | + 10' 30"       |                 |